# Bürgermeisterwahlen in Sachsen 2003
Bürgermeisterwahlen fanden 2003 in Sachsen in 28 sächsischen Städten und Gemeinden statt. Dabei wurden 14 Bürgermeister im Amt bestätigt und einer abgewählt. Die Spalte „vorherige Wahl“ ist unvollständig, weil Bürgermeisterwahlen vor 2001 seitens des Statistischen Landesamtes des Freistaates Sachsen nicht vollständig aufgeführt werden.

## Wahlstatistik
| Vorschlag | Anzahl |                    | Bürgermeister | Anzahl |
| CDU       | 10     | - wiedergewählt    | 14            |        |
| SPD       | 1      | - abgewählt        | 1             |        |
| WV, EB    | 17     | - nicht kandidiert | 13            |        |
| gesamt    | 28     |                    |               |        |

WV = Wählervereinigungen
EB = Einzelbewerber

## Wahlergebnisse

### Landkreis Delitzsch
Im Landkreis Delitzsch fanden in 3 Kommunen Wahlen statt. Diese sind im Folgenden aufgelistet. Eine Neuwahl war nicht nötig. Das entscheidende Wahlergebnis ist markiert.
Gewählte Bewerber:
- CDU: 2
- Einzelbewerber/Bürgerinitiativen: 1
- Amtsinhaber wiedergewählt: 1
- Amtsinhaber abgewählt: 0
- Amtsinhaber nicht angetreten: 2

Namen von Amtsinhabern sind fett dargestellt.
| Wahltermin   | Gemeinde    | Bewerber           | Vorschlag        | Ergebnis (in %) | vorherige | nächste |
| ------------ | ----------- | ------------------ | ---------------- | --------------- | --------- | ------- |
| 2. März      | Doberschütz | Roland Märtz       | CDU              | 81,2            | vor 2001  | 2010 →  |
| 2. März      | Doberschütz | Hans-Joachim Kühne | WV               | 18,8            | vor 2001  | 2010 →  |
| 6. Juli      | Schkeuditz  | Manfred Heumos     | CDU              | 46,6            | ← 2001    | 2010 →  |
| 6. Juli      | Schkeuditz  | Jörg Enke          | FW               | 53,4            | ← 2001    | 2010 →  |
| 7. September | Laußig      | Dieter Zebrowski   | CDU              | 99,1            | ← 2001    | 2007 →  |
| 7. September | Laußig      | Einzelvorschläge   | Einzelvorschläge | 0,9             | ← 2001    | 2007 →  |

### Landkreis Döbeln
Im Landkreis Döbeln fand in einer Kommune eine Wahl statt. Diese ist im Folgenden aufgelistet. Eine Neuwahl war nicht nötig. Das entscheidende Wahlergebnis ist markiert.
Gewählte Bewerber:
- CDU: 1
- Amtsinhaber wiedergewählt: 1
- Amtsinhaber abgewählt: 0
- Amtsinhaber nicht angetreten: 0

Namen von Amtsinhabern sind fett dargestellt.
| Wahltermin | Gemeinde | Bewerber         | Vorschlag        | Ergebnis (in %) | vorherige | nächste |
| ---------- | -------- | ---------------- | ---------------- | --------------- | --------- | ------- |
| 16. März   | Mochau   | Gunter Weber     | CDU              | 98,6            | vor 2001  | 2010 →  |
| 16. März   | Mochau   | Einzelvorschläge | Einzelvorschläge | 1,4             | vor 2001  | 2010 →  |

### Landkreis Freiberg
Im Landkreis Freiberg fanden in 2 Kommunen Wahlen statt. Diese sind im Folgenden aufgelistet. Eine Neuwahl war nicht nötig. Das entscheidende Wahlergebnis ist markiert.
Gewählte Bewerber:
- Einzelbewerber/Bürgerinitiativen: 2
- Amtsinhaber wiedergewählt: 0
- Amtsinhaber abgewählt: 0
- Amtsinhaber nicht angetreten: 2Namen von Amtsinhabern sind fett dargestellt.

| Wahltermin | Gemeinde     | Bewerber             | Vorschlag        | Ergebnis (in %) | vorherige | nächste                       |
| ---------- | ------------ | -------------------- | ---------------- | --------------- | --------- | ----------------------------- |
| 22. Juni   | Hilbersdorf  | Volker Haupt         | Haupt            | 59,1            | vor 2001  | 2010 →                        |
| 22. Juni   | Hilbersdorf  | Mathias Pinkert      | Pinkert          | 40,9            | vor 2001  | 2010 →                        |
| 22. Juni   | Niederschöna | Andreas Schlemminger | FWV              | 94,5            | ← 2001    | Auflösung 2008 (Halsbrücke) → |
| 22. Juni   | Niederschöna | Einzelvorschläge     | Einzelvorschläge | 5,5             | ← 2001    | Auflösung 2008 (Halsbrücke) → |

### Landkreis Kamenz
Im Landkreis Kamenz fanden in 5 Kommunen Wahlen statt. Diese sind im Folgenden aufgelistet. Eine Neuwahl war nicht nötig. Das entscheidende Wahlergebnis ist markiert.
Gewählte Bewerber:
- Einzelbewerber/Bürgerinitiativen: 5
- Amtsinhaber wiedergewählt: 2
- Amtsinhaber abgewählt: 0
- Amtsinhaber nicht angetreten: 3

Namen von Amtsinhabern sind fett dargestellt.
| Wahltermin   | Gemeinde               | Bewerber             | Vorschlag         | Ergebnis (in %) | vorherige | nächste                      |
| ------------ | ---------------------- | -------------------- | ----------------- | --------------- | --------- | ---------------------------- |
| 2. Februar   | Bretnig-Hauswalde      | Hans-Jürgen Großmann | SPD               | 22,2            | ← 2001    | 2009 →                       |
| 2. Februar   | Bretnig-Hauswalde      | Katrin Prescher      | Prescher          | 77,8            | ← 2001    | 2009 →                       |
| 23. März     | Spreetal Sprjewiny Doł | Manfred Heine        | Heine             | 93,3            | vor 2001  | 2010 →                       |
| 23. März     | Spreetal Sprjewiny Doł | Einzelvorschläge     | Einzelvorschläge  | 6,7             | vor 2001  | 2010 →                       |
| 15. Juni     | Straßgräbchen          | Ingolf Höntsch       | AWV               | 98,5            | vor 2001  | Auflösung 2012 (Bernsdorf) → |
| 15. Juni     | Straßgräbchen          | Einzelvorschläge     | Einzelvorschläge  | 1,5             | vor 2001  | Auflösung 2012 (Bernsdorf) → |
| 7. September | Großnaundorf           | Jürgen Kästner       | WV „Sportfreunde“ | 99,2            | vor 2001  | 2010 →                       |
| 7. September | Großnaundorf           | Einzelvorschläge     | Einzelvorschläge  | 0,8             | vor 2001  | 2010 →                       |
| 16. November | Schönteichen           | Peter Hendrischk     | CDU               | 4,6             | ← 2001    | 2010 →                       |
| 16. November | Schönteichen           | Roland Klotsche      | FW                | 22,7            | ← 2001    | 2010 →                       |
| 16. November | Schönteichen           | Frank Fuhrmeister    | Fuhrmeister       | 8,5             | ← 2001    | 2010 →                       |
| 16. November | Schönteichen           | Maik Weise           | Weise             | 64,2            | ← 2001    | 2010 →                       |

### Landkreis Leipziger Land
Im Landkreis Leipziger Land fand in einer Kommune eine Wahl statt. Diese ist im Folgenden aufgelistet. Eine Neuwahl war nicht nötig. Das entscheidende Wahlergebnis ist markiert.
Gewählte Bewerber:
- Einzelbewerber/Bürgerinitiativen: 1
- Amtsinhaber wiedergewählt: 1
- Amtsinhaber abgewählt: 0
- Amtsinhaber nicht angetreten: 0

Namen von Amtsinhabern sind fett dargestellt.
| Wahltermin  | Gemeinde | Bewerber      | Vorschlag | Ergebnis (in %) | vorherige | nächste |
| ----------- | -------- | ------------- | --------- | --------------- | --------- | ------- |
| 2. November | Narsdorf | Romy Bauer    | Bauer     | 53,1            | vor 2001  | 2009 →  |
| 2. November | Narsdorf | Marco Stiller | Stiller   | 12,6            | vor 2001  | 2009 →  |
| 2. November | Narsdorf | Ulrich Voigt  | Voigt     | 34,3            | vor 2001  | 2009 →  |

### Landkreis Löbau-Zittau
Im Landkreis Löbau-Zittau fand in einer Kommune eine Wahl statt. Diese ist im Folgenden aufgelistet. Eine Neuwahl war nicht nötig. Das entscheidende Wahlergebnis ist markiert.
Gewählte Bewerber:
- Einzelbewerber/Bürgerinitiativen: 1
- Amtsinhaber wiedergewählt: 1
- Amtsinhaber abgewählt: 0
- Amtsinhaber nicht angetreten: 0

Namen von Amtsinhabern sind fett dargestellt.
| Wahltermin | Gemeinde          | Bewerber         | Vorschlag        | Ergebnis (in %) | vorherige | nächste |
| ---------- | ----------------- | ---------------- | ---------------- | --------------- | --------- | ------- |
| 16. März   | Niedercunnersdorf | Frank Hübler     | Hübler           | 98,7            | vor 2001  | 2010 →  |
| 16. März   | Niedercunnersdorf | Einzelvorschläge | Einzelvorschläge | 1,3             | vor 2001  | 2010 →  |

### Landkreis Meißen
Im Landkreis Meißen fand in einer Kommune eine Wahl statt. Diese ist im Folgenden aufgelistet. Eine Neuwahl war nicht nötig. Das entscheidende Wahlergebnis ist markiert.
Gewählte Bewerber:
- Einzelbewerber/Bürgerinitiativen: 1
- Amtsinhaber wiedergewählt: 1
- Amtsinhaber abgewählt: 0
- Amtsinhaber nicht angetreten: 0

Namen von Amtsinhabern sind fett dargestellt.
| Wahltermin | Gemeinde | Bewerber        | Vorschlag | Ergebnis (in %) | vorherige | nächste |
| ---------- | -------- | --------------- | --------- | --------------- | --------- | ------- |
| 1. Juni    | Niederau | Manfred Schmidt | Schmidt   | 67,0            | vor 2001  | 2010 →  |
| 1. Juni    | Niederau | Frank Opitz     | CDU       | 33,0            | vor 2001  | 2010 →  |

### Muldentalkreis
Im Muldentalkreis fand in einer Kommune eine Wahl statt. Diese ist im Folgenden aufgelistet. Eine Neuwahl war nötig. Das entscheidende Wahlergebnis ist markiert.
Gewählte Bewerber:
- SPD: 1
- Amtsinhaber wiedergewählt: 0
- Amtsinhaber abgewählt: 1
- Amtsinhaber nicht angetreten: 0

Namen von Amtsinhabern sind fett dargestellt.
| Wahl       | Wahl      | Wahl                | Wahl      | Wahl            | Neuwahl    | Neuwahl         | vorherige | nächste |
| Wahltermin | Gemeinde  | Bewerber            | Vorschlag | Ergebnis (in %) | Wahltermin | Ergebnis (in %) | vorherige | nächste |
| ---------- | --------- | ------------------- | --------- | --------------- | ---------- | --------------- | --------- | ------- |
| 9. März    | Mutzschen | Heinrich Hiersemann | CDU       | 34,5            | 30. März   | 31,9            | vor 2001  | 2010 →  |
| 9. März    | Mutzschen | Peter Bräunig       | FDP       | 11,3            | 30. März   | n. k.           | vor 2001  | 2010 →  |
| 9. März    | Mutzschen | Carsten Graf        | SPD       | 49,1            | 30. März   | 68,1            | vor 2001  | 2010 →  |
| 9. März    | Mutzschen | Reinhard Fischer    | Fischer   | 5,1             | 30. März   | n. k.           | vor 2001  | 2010 →  |

### Niederschlesischer Oberlausitzkreis
Im Niederschlesischen Oberlausitzkreis fand in einer Kommune eine Wahl statt. Diese ist im Folgenden aufgelistet. Eine Neuwahl war nötig. Das entscheidende Wahlergebnis ist markiert.
Gewählte Bewerber:
- Einzelbewerber/Bürgerinitiativen: 1
- Amtsinhaber wiedergewählt: 0
- Amtsinhaber abgewählt: 0
- Amtsinhaber nicht angetreten: 1

Namen von Amtsinhabern sind fett dargestellt.
| Wahl          | Wahl                      | Wahl                 | Wahl      | Wahl            | Neuwahl     | Neuwahl         | vorherige | nächste |
| Wahltermin    | Gemeinde                  | Bewerber             | Vorschlag | Ergebnis (in %) | Wahltermin  | Ergebnis (in %) | vorherige | nächste |
| ------------- | ------------------------- | -------------------- | --------- | --------------- | ----------- | --------------- | --------- | ------- |
| 28. September | Weißwasser/O.L. Běła Woda | Dietmar Lissina      | CDU       | 22,9            | 19. Oktober | 20,6            | ← 2001    | 2010 →  |
| 28. September | Weißwasser/O.L. Běła Woda | Karin Gründel        | PDS       | 17,0            | 19. Oktober | 13,9            | ← 2001    | 2010 →  |
| 28. September | Weißwasser/O.L. Běła Woda | Christof Heinzerling | SPD       | 12,5            | 19. Oktober | n. k.           | ← 2001    | 2010 →  |
| 28. September | Weißwasser/O.L. Běła Woda | Matthias Broda       | WV        | 6,3             | 19. Oktober | 3,1             | ← 2001    | 2010 →  |
| 28. September | Weißwasser/O.L. Běła Woda | Sven Fuhrmann        | Fuhrmann  | 3,5             | 19. Oktober | 1,7             | ← 2001    | 2010 →  |
| 28. September | Weißwasser/O.L. Běła Woda | Hartwig Rauh         | Rauh      | 37,7            | 19. Oktober | 60,7            | ← 2001    | 2010 →  |

### Landkreis Riesa-Großenhain
Im Landkreis Riesa-Großenhain fanden in 3 Kommunen Wahlen statt. Diese sind im Folgenden aufgelistet. Eine Neuwahl war nicht nötig. Das entscheidende Wahlergebnis ist markiert.
Gewählte Bewerber:
- CDU: 2
- Einzelbewerber/Bürgerinitiativen: 1
- Amtsinhaber wiedergewählt: 2
- Amtsinhaber abgewählt: 0
- Amtsinhaber nicht angetreten: 1

Namen von Amtsinhabern sind fett dargestellt.
| Wahltermin    | Gemeinde  | Bewerber              | Vorschlag        | Ergebnis (in %) | vorherige | nächste |
| ------------- | --------- | --------------------- | ---------------- | --------------- | --------- | ------- |
| 23. September | Thiendorf | Armin Freund          | CDU              | 69,5            | vor 2001  | 2010 →  |
| 23. September | Thiendorf | Gunter Bauschke       | PDS              | 11,8            | vor 2001  | 2010 →  |
| 23. September | Thiendorf | Gotthard Ringel       | FP Deutschlands  | 18,7            | vor 2001  | 2010 →  |
| 22. Juli      | Riesa     | Gerti Töpfer          | CDU              | 61,4            | ← 2001    | 2010 →  |
| 22. Juli      | Riesa     | Prof. Dorothea Hegele | SPD              | 12,3            | ← 2001    | 2010 →  |
| 22. Juli      | Riesa     | René Fröhlich         | PDS              | 17,2            | ← 2001    | 2010 →  |
| 22. Juli      | Riesa     | Ernst Ulbricht        | FDP              | 4,3             | ← 2001    | 2010 →  |
| 22. Juli      | Riesa     | Ulrich Altwein        | Altwein          | 4,7             | ← 2001    | 2010 →  |
| 7. September  | Ebersbach | Margot Fehrmann       | Fehrmann         | 98,3            | vor 2001  | 2010 →  |
| 7. September  | Ebersbach | Einzelvorschläge      | Einzelvorschläge | 1,7             | vor 2001  | 2010 →  |

### Landkreis Torgau-Oschatz
Im Landkreis Torgau-Oschatz fand in einer Kommune eine Wahl statt. Diese ist im Folgenden aufgelistet. Eine Neuwahl war nicht nötig. Das entscheidende Wahlergebnis ist markiert.
Gewählte Bewerber:
- Einzelbewerber/Bürgerinitiativen: 1
- Amtsinhaber wiedergewählt: 0
- Amtsinhaber abgewählt: 0
- Amtsinhaber nicht angetreten: 1

Namen von Amtsinhabern sind fett dargestellt.
| Wahltermin | Gemeinde           | Bewerber         | Vorschlag | Ergebnis (in %) | vorherige | nächste                     |
| ---------- | ------------------ | ---------------- | --------- | --------------- | --------- | --------------------------- |
| 25. Mai    | Großtreben-Zwethau | Gudrun Bartl     | CDU       | 45,7            | ← 2001    | Auflösung 2011 (Beilrode) → |
| 25. Mai    | Großtreben-Zwethau | Hans-Jürgen Löwe | Löwe      | 54,3            | ← 2001    | Auflösung 2011 (Beilrode) → |

### Vogtlandkreis
Im Vogtlandkreis fand in einer Kommune eine Wahl statt. Diese ist im Folgenden aufgelistet. Eine Neuwahl war nicht nötig. Das entscheidende Wahlergebnis ist markiert.
Gewählte Bewerber:
- Einzelbewerber/Bürgerinitiativen: 1
- Amtsinhaber wiedergewählt: 1
- Amtsinhaber abgewählt: 0
- Amtsinhaber nicht angetreten: 0

Namen von Amtsinhabern sind fett dargestellt.
| Wahltermin | Gemeinde | Bewerber       | Vorschlag | Ergebnis (in %) | vorherige | nächste |
| ---------- | -------- | -------------- | --------- | --------------- | --------- | ------- |
| 2. Februar | Zwota    | Siegward Glaß  | Glaß      | 82,9            | vor 2001  | 2010 →  |
| 2. Februar | Zwota    | Ullrich Meinel | CDU       | 17,1            | vor 2001  | 2010 →  |

### Weißeritzkreis
Im Weißeritzkreis fanden in vier Kommunen Wahlen statt. Diese ist im Folgenden aufgelistet. Eine Neuwahl war in einer Kommune nötig. Das entscheidende Wahlergebnis ist markiert.
Gewählte Bewerber:
- CDU: 3
- Einzelbewerber/Bürgerinitiativen: 1
- Amtsinhaber wiedergewählt: 2
- Amtsinhaber abgewählt: 0
- Amtsinhaber nicht angetreten: 2

Namen von Amtsinhabern sind fett dargestellt.
| Wahl          | Wahl              | Wahl                | Wahl             | Wahl            | Neuwahl      | Neuwahl         | vorherige | nächste                      |
| Wahltermin    | Gemeinde          | Bewerber            | Vorschlag        | Ergebnis (in %) | Wahltermin   | Ergebnis (in %) | vorherige | nächste                      |
| ------------- | ----------------- | ------------------- | ---------------- | --------------- | ------------ | --------------- | --------- | ---------------------------- |
| 2. Februar    | Hermsdorf/Erzgeb. | Hans-Peter Zönnchen | UBB              | 95,3            |              |                 | ← 2001    | 2010 →                       |
| 2. Februar    | Hermsdorf/Erzgeb. | Einzelvorschläge    | Einzelvorschläge | 4,7             |              |                 | ← 2001    | 2010 →                       |
| 6. April      | Wilsdruff         | Ralf Rother         | CDU              | 67,1            |              |                 | vor 2001  | 2010 →                       |
| 6. April      | Wilsdruff         | Tilo Lindener       | FDP              | 32,9            |              |                 | vor 2001  | 2010 →                       |
| 21. September | Dorfhain          | Lothar Mende        | CDU              | 99,5            |              |                 | vor 2001  | 2007 →                       |
| 21. September | Dorfhain          | Einzelvorschläge    | Einzelvorschläge | 0,5             |              |                 | vor 2001  | 2007 →                       |
| 9. November   | Reinhardtsgrimma  | Markus Dreßler      | CDU              | 29,3            | 23. November | 46,4            | ← 2002    | Auflösung 2008 (Glashütte) → |
| 9. November   | Reinhardtsgrimma  | Julienne Döring     | Döring           | 18,3            | 23. November | n. k.           | ← 2002    | Auflösung 2008 (Glashütte) → |
| 9. November   | Reinhardtsgrimma  | Holger Flegel       | Flegel           | 15,0            | 23. November | 21,8            | ← 2002    | Auflösung 2008 (Glashütte) → |
| 9. November   | Reinhardtsgrimma  | Thomas Lingke       | Lingke           | 11,4            | 23. November | n. k.           | ← 2002    | Auflösung 2008 (Glashütte) → |
| 9. November   | Reinhardtsgrimma  | Thomas Schanz       | Schanz           | 26,0            | 23. November | 31,8            | ← 2002    | Auflösung 2008 (Glashütte) → |

### Zwickauer Land
Im Landkreis Zwickauer Land fanden in drei Kommunen Wahlen statt. Diese ist im Folgenden aufgelistet. Eine Neuwahl war nötig. Das entscheidende Wahlergebnis ist markiert.
Gewählte Bewerber:
- CDU: 2
- Einzelbewerber/Bürgerinitiativen: 1
- Amtsinhaber wiedergewählt: 2
- Amtsinhaber abgewählt: 0
- Amtsinhaber nicht angetreten: 1

Namen von Amtsinhabern sind fett dargestellt.
| Wahl         | Wahl           | Wahl                | Wahl        | Wahl            | Neuwahl    | Neuwahl         | vorherige | nächste |
| Wahltermin   | Gemeinde       | Bewerber            | Vorschlag   | Ergebnis (in %) | Wahltermin | Ergebnis (in %) | vorherige | nächste |
| ------------ | -------------- | ------------------- | ----------- | --------------- | ---------- | --------------- | --------- | ------- |
| 19. Januar   | Lichtentanne   | Siegfried Hahn      | Hahn        | 25,1            | 2. Februar | 27,6            | vor 2001  | 2010 →  |
| 19. Januar   | Lichtentanne   | Inge Krauß          | CDU         | 36,6            | 2. Februar | 42,0            | vor 2001  | 2010 →  |
| 19. Januar   | Lichtentanne   | Lothar Gullnick     | PDS         | 15,5            | 2. Februar | 7,0             | vor 2001  | 2010 →  |
| 19. Januar   | Lichtentanne   | Bernd Schlesiger    | Schlesiger  | 22,8            | 2. Februar | 23,4            | vor 2001  | 2010 →  |
| 25. Mai      | Crimmitschau   | Lorenz Frantisti    | CDU         | 26,0            | 15. Juni   | 28,4            | vor 2001  | 2010 →  |
| 25. Mai      | Crimmitschau   | Hans-Jörg Laube     | SPD         | 5,6             | 15. Juni   | n. k.           | vor 2001  | 2010 →  |
| 25. Mai      | Crimmitschau   | Hans-Joachim Siegel | PDS         | 6,3             | 15. Juni   | n. k.           | vor 2001  | 2010 →  |
| 25. Mai      | Crimmitschau   | Holm Günther        | Günther     | 45,4            | 15. Juni   | 58,1            | vor 2001  | 2010 →  |
| 25. Mai      | Crimmitschau   | Wolfgang Kögler     | Kögler      | 2,0             | 15. Juni   | 1,2             | vor 2001  | 2010 →  |
| 25. Mai      | Crimmitschau   | Peter Lieske        | Lieske      | 14,5            | 15. Juni   | 12,2            | vor 2001  | 2010 →  |
| 7. September | Langenweißbach | Jörg Richter        | CDU         | 70,1            |            |                 | vor 2001  | 2010 →  |
| 7. September | Langenweißbach | Jens Wächtler       | UWG         | 21,8            |            |                 | vor 2001  | 2010 →  |
| 7. September | Langenweißbach | Steffen Reichenbach | Reichenbach | 8,1             |            |                 | vor 2001  | 2010 →  |

## Belege
1. ↑  Bürgermeisterwahlen. Abgerufen am 6. Januar 2024.